# عمرو عايد
عمرو عايد حكم كرة قدم مصري، يشارك حاليًا في الدوري المصري الممتاز.